# George Psalmanazar
George Psalmanazar (1679 c. - 3 de maig de 1763) és el pseudònim d'un impostor francès que, establit a Anglaterra, afirmava ser nadiu de l'illa de Formosa (en l'actualitat Taiwan) i ser-ne el primer a visitar Europa. El nom real de Psalmanazar és encara avui desconegut.
És especialment conegut pel volum publicat en 1704 i reeditat l'any següent, An Historical and Geographical Description of Formosa («Descripció històrica i geogràfica de Formosa»), editat posteriorment en francès i alemany, que pretenia ser descripció de les costums, vestits, història, religió i llengua dels habitants de l'illa. El llibre contenia, a més, diverses il·lustracions sobre els nadius, els seus governants, edificis, pràctiques religioses, monedes i ídols (entre altres) i un suposat alfabet de la llengua de Formosa, complementat per diversos texts en aquesta llengua.